# NGC 2057
NGC 2057 je otvoreni skup u zviježđu Stolu. 

## Vanjske poveznice
- SEDS: NGC 2057